# Álvaro Benito Villar
Álvaro Benito Villar (Salamanca, 10 de desembre de 1976) és un exfutbolista i cantant castellanolleonès, i actualment és conegut com a líder del grup Pignoise.

## Etapa futbolística
Jugant com a migcampista, Álvaro va destacar a les categories inferiors del Reial Madrid, fins a debutar amb el primer equip a la temporada 95/96. Eixa campanya va marcar 2 gols en 14 partits, sent una de les promeses madridistes de l'època. A l'any següent disputaria set partits, i la temporada 97/98, altres dos cedit al CD Tenerife.
Però, la seua carrera es va trucar el 1998, quan va patir un greu lesió de genoll que el va mantindre fins a quatre anys en blanc, tot i seguir en la disciplina del Reial Madrid. Va retornar als camps de futbol a la temporada 02/03, amb el Getafe CF, jugant sis partits. Sense recuperar-se, el 2003 va penjar les botes.

## Etapa musical
Deslligat del món del futbol, Álvaro Benito es va centrar en la seua faceta musical, al capdavant del grup de pop-punk Pignoise, del qual és cantant, guitarra i compositor. Amb Pignoise ha obtingut diversos èxits, gràcies a la seua col·laboració en la banda sonora de la sèrie de televisió espanyola Los Hombres de Paco (Els homes d'en Paco, en català).